# Mil Mi-32
Il Mil Mi-32 fu un elicottero progettato nell'Unione Sovietica nel 1982 dalla Mil. Ideato per il ruolo di gru volante da utilizzare per il trasporto di carichi grandi e pesanti, aveva un inedito disegno triangolare con tre rotori a otto pale nei vertici, ognuno spinto da due motori dello stesso tipo presenti sull'elicottero da trasporto Mil Mi-26. L'elicottero non fu mai costruito.